# Slavattnet (Herrestads socken, Bohuslän)
Slavattnet är en sjö i Uddevalla kommun i Bohuslän och ingår i Bäveån-Örekilsälvens kustområde.